# John Stanley
John Stanley, född 17 januari 1712 i London, död 19 maj 1786 i London, var en engelsk tonsättare och musiker.
På grund av en olycka vid två års ålder var Stanley nästan helt blind, men blev redan i elvaårsåldern organist vid en Londonkyrka. År 1782 blev han organist vid Chapel Royal.
Han stod Georg Friedrich Händel nära och skrev ett par oratorier i dennes stil, förutom konserter och sonater för flöjt, med mera.
Asteroiden 9626 Stanley är uppkallad efter honom.